# Lorenz (évêque de Wrocław)
Lorenz (en latin : Laurentius ; en polonais : Wawrzyniec), mort le 7 juin 1232, est un prélat germanophone qui exerça son sacerdoce en Silésie. Il fut évêque de Wrocław de 1207 jusqu'à sa mort

## Biographie
Lorenz, ou Laurent, est probablement issu de la noble famille silésienne Pogrell (de), liée au domaine de Pogorzela près de Brzeg. Après la mort de l'évêque Cyprien le 16 novembre 1207, il a été choisi comme successeur. Il reçut la consécration épiscopale des mains de Henri Kietlicz, archevêque de Gniezno.
Il participa aux synodes de Głogów (1208), de Borzykowa (1210), de Mstów (1212) et de Trzebnica (1219), ainsi qu'au quatrième concile du Latran en 1215. Un conseiller et collaborateur de l'archevêque de Gniezno, il a joué un rôle important dans la mise en place de la réforme grégorienne (libertas ecclesiae), soutenu par le pape Innocent III : il donne au chapitre de la cathédrale de Wrocław le droit d'élire l'évêque et de gérer le diocèse durant la vacance de son siège. Le 25 août 1219, il consacrait l'église de l'abbaye de Trzebnica fondée par le duc Henri Ier de Silésie et son épouse Edwige. Il a créé les archidiaconats de Głogów et d'Opole. Le couvent des Prémontrées de Rybnik a été transféré à Czarnowąsy près d'Opole. 
Le règne de l'évêque Laurent est marqué par la volonté de faire prospérer les terres de l’Église en Silésie en y attirant des colons germaniques, afin de mettre en culture les terres défrichées, notamment dans ses domaines d'Otmuchów, d'Ujazd et de Głuchołazy. Il suivait en cela l'exemple des monarques Henri Ier et Edwige, bien que son avancement ne soit pas toujours allé sans rencontrer de résistances de la part du duc silésien, nécessitant une conciliation par le légat pontifical Guillaume de Modène. En 1223, il a fondé la ville de Nysa (Neisse) qui deviendra le centre de la principauté épiscopale. La collégiale de Głogów, ainsi que les monastères de la règle de saint Augustin à Kamieniec et à Nowogród, de l'ordre cistercien à Henryków, et de l'ordre dominicain à Wrocław prirent une part active part dans l'application du projet des princes-évêques en facilitant l'établissement d'un grand nombre de colons germanophones, pour la plupart Thuringiens et Franconiens, sur leurs propres terres.